# Vochysia diversa
Vochysia diversa là một loài thực vật có hoa trong họ Vochysiaceae. Loài này được J.F. Macbr. miêu tả khoa học đầu tiên năm 1931.